# Väne-Ryrs församling
Väne-Ryrs församling var en församling i Skara stift och i Vänersborgs kommun. Församlingen uppgick 2010 i Vänersborg och Väne-Ryrs församling.

## Administrativ historik
Församlingen har medeltida ursprung. Före den 1 januari 1886 (ändring enligt beslut den 17 april 1885) var namnet Ryrs församling.
Församlingen var till 1661 annexförsamling i pastoratet Vassända, Naglum och Ryr som även omfattade Brätte församling från omkring 1600 till 1644 och Vänersborgs församling från 1642. Från 1661 till 1 maj 1919 var församlingen annexförsamling i pastoratet Vänersborg, Vassända-Naglum (före 1888 Vassända och Naglum) och (Väne-)Ryr för. Från 1 maj 1919 till1947 annexförsamling i pastoratet Vassända-Naglum och Väne-Ryr. Från 1947 till 2010 annexförsamling i pastoratet Vänersborg och Väne-Ryr. Församlingen uppgick 2010 i Vänersborg och Väne-Ryrs församling.

## Kyrkobyggnader
- Väne-Ryrs kyrka

### Fotnoter
1. ↑  Nationell Arkivdatabas Referenskod: SE/158002000, läst: 5 september 2018.[källa från Wikidata]
2. ↑  SCB folkräkningen 1890 andra delen Arkiverad 24 september 2015 hämtat från the Wayback Machine. sida 79 anm. till Älvsborgs län not 1
3. ↑  ”Förteckning (Sveriges församlingar genom tiderna)”. Skatteverket. 1989. http://www.skatteverket.se/privat/folkbokforing/omfolkbokforing/folkbokforingigaridag/sverigesforsamlingargenomtiderna/forteckning.4.18e1b10334ebe8bc80003999.html. Läst 17 december 2013.
4. ↑  ”Församlingar”. Statistiska centralbyrån. https://www.scb.se/hitta-statistik/regional-statistik-och-kartor/regionala-indelningar/forsamlingar/. Läst 30 december 2022.